# Список выходов в открытый космос со 151-го по 200-й (1997—2001 годы)
Предыдущие выходы в открытый космос: Список выходов в открытый космос со 101-го по 150-й (1992—1997 годы)
Последующие выходы в открытый космос: Список выходов в открытый космос с 201-го по 250-й (2001—2006 годы)

## Главные события
- Анатолий Соловьёв в ходе полёта на станции Мир в 1997—1998 установил держащиеся до сих пор мировые рекорды по числу выходов в открытый космос за карьеру (16) и по суммарной длительности выходов в открытый космос за карьеру, а также повторил достижение по максимальному числу выходов в открытый космос за один полёт (7);
- первый выход в открытый космос гражданина Японии — 25 ноября 1997;
- первый выход в открытый космос по программе МКС — 7 декабря 1998 года;
- первый выход в открытый космос гражданина Швейцарии — 23 декабря 1999;
- последний выход в открытый космос из станции Мир — 12 мая 2000;
- обновлен рекорд по длительности выхода в открытый космос, держащийся до сих пор, — 11 марта 2001 (8 ч 56 мин);
- первый выход в открытый космос гражданина Канады — 22 апреля 2001.

| №    | Полёт                                         | Участники, скафандры                                                               | Начало (UTC)           | Окончание (UTC)        | Длительность, критерий | Комментарий |
| ---- | --------------------------------------------- | ---------------------------------------------------------------------------------- | ---------------------- | ---------------------- | ---------------------- | --- |
| 151. | STS-82 ВКД-3 (из «Дискавери»)                 | Марк Ли EMU № 3003 Стивен Смит EMU № 3008                                          | 16 февраля 1997 02:53  | 16 февраля 1997 10:04  | 7 ч 11 мин             | Замена на Космическом телескопе имени Хаббла HST блока интерфейса данных DIU-2, гиродина RWA-1 и ленточного записывающего устройства ESTR-1 на твердотельное SSR-1 |
| 152. | STS-82 ВКД-4 (из «Дискавери»)                 | Грегори Харбо EMU № 3014 Джозеф Таннер EMU № 3008                                  | 17 февраля 1997 03:45  | 17 февраля 1997 10:19  | 6 ч 34 мин             | Замена на Космическом телескопе имени Хаббла HST крышек на магнитометрах MSS и блока электроники привода солнечных батарей SADE-2, установка новой экранно-вакуумной теплоизоляции поверх поврежденной |
| 153. | STS-82 ВКД-5 (из «Дискавери»)                 | Марк Ли EMU № 3003 Стивен Смит EMU № 3008                                          | 18 февраля 1997 03:15  | 18 февраля 1997 08:32  | 5 ч 17 мин             | Установка на отсеки 7, 8 и 9 Космического телескопа имени Хаббла HST новой экранно-вакуумной теплоизоляции поверх поврежденной |
| 154. | Мир ЭО-23 (из модуля «Квант-2»)               | Василий Циблиев Орлан-М № 5 Джерри Линенджер Орлан-М № 4                           | 29 апреля 1997 05:10   | 29 апреля 1997 10:09   | 4 ч 59 мин             | Монтаж монитора оптических характеристик OPM на стыковочном отсеке станции «Мир», установка блока EDA (дозиметр «Бентона — Петрова») и снятие детектора пыли и мусора PIE и аппаратуры для исследования космических частиц MSRE на модуле «Квант-2». Испытание скафандра «Орлан-М» и американского фала. Линенджер — первый астронавт США, работавший в российском скафандре |
| 155. | Мир ЭО-24 ВКД-1 (из ПхО Базового блока)       | Анатолий Соловьёв (внутри) Орлан-ДМА № 27 Павел Виноградов (внутри) Орлан-ДМА № 26 | 22 августа 1997 11:14  | 22 августа 1997 14:30  | 3 ч 16 мин             | Вход в разгерметизированный модуль «Спектр» станции «Мир» для подключения его трех солнечных батарей (состыкованы 11 разъемов кабелей на гермоплате), осмотра и видеосъемки его внутренней поверхности за панелями 207, 208, 210, 211 и 213 на предмет поиска мест негерметичности, возвращения нужных вещей (пылесос, CD-диски, записи результатов экспериментов, личные вещи Фоула) |
| 156. | Мир ЭО-24 ВКД-2 (из модуля «Квант-2»)         | Анатолий Соловьёв Орлан-М № 5 Майкл Фоул Орлан-М № 4                               | 6 сентября 1997 01:07  | 6 сентября 1997 07:07  | 6 ч 00 мин             | Монтаж укладки с поручнями, осмотр поврежденной панели наружного холодного радиатора, замер щупом кольцевого зазора (13 мм) вокруг привода поврежденной основной солнечной батареи ОСБ-2, ручные развороты панели дополнительной солнечной батареи ДСБ-4 и панели ОСБ-4 параллельно панели ДСБ-4 на модуле «Спектр» станции «Мир», демонтаж блока EDA (дозиметр «Бентона — Петрова») с модуля «Квант-2». Анатолий Соловьев стал первым космонавтом, выполнившим 11 выходов в открытый космос за карьеру. |
| 157. | STS-86 / Мир (из «Атлантиса»)                 | Скотт Паразински EMU № 3014 Владимир Титов EMU № 3008                              | 1 октября 1997 17:29   | 1 октября 1997 22:30   | 5 ч 1 мин              | Установка крышки для герметизации привода солнечной батареи и демонтаж четырех американских контейнеров MEEP с образцами материалов на стыковочном отсеке станции «Мир», выход по программе EDFT-5 (испытание фалов с карабинами, якоря PFR и укладки для инструментов), испытания установки аварийного перемещения SAFER. Титов — первый иностранец, работавший в американском скафандре |
| 158. | Мир ЭО-24 ВКД-3 (из ПхО Базового блока)       | Анатолий Соловьёв (внутри) Орлан-ДМА № 27 Павел Виноградов (внутри) Орлан-ДМА № 26 | 20 октября 1997 09:40  | 20 октября 1997 16:18  | 6 ч 38 мин             | Вход в разгерметизированный модуль «Спектр» станции «Мир» для прокладки управляющих кабелей от основной солнечной батареи ОСБ-4 и дополнительной солнечной батареи ДСБ-2 к гермоплате с целью их подключения к блокам электроники приводов солнечных батарей модуля «Кристалл». Анатолий Соловьев стал первым космонавтом, выполнившим 12 выходов в открытый космос за карьеру. |
| 159. | Мир ЭО-24 ВКД-4 (из модуля «Квант-2»)         | Анатолий Соловьёв Орлан-М № 5 Павел Виноградов Орлан-М № 4                         | 3 ноября 1997 03:32    | 3 ноября 1997 09:36    | 6 ч 4 мин              | Ручной запуск макета Первого искусственного спутника Земли («Спутник-40», масштаб 1:3). Складывание, демонтаж и перенос многоразовой солнечной батареи МСБ-4 с модуля «Квант» на Базовый блок станции «Мир», установка временной заглушки на одном из технологических люков на Базовом блоке для обеспечения монтажа вакуумного клапана системы очистки атмосферы «Воздух», снятие экспериментальной панели дополнительной монтируемой солнечной батареи на Базовом блоке, демонтаж панели «Компласт» № 3 с образцами, оборудования «Платан-Н» № 5 и съемной кассеты-контейнера СКК-11 и установка съемных кассет-контейнеров «Солярис» и СКК-6 на модуле «Квант-2». Из-за негерметичности шлюзового специального отсека обратное шлюзование осуществлялось в приборно-научном отсеке модуля «Квант-2». Анатолий Соловьев стал первым космонавтом, выполнившим 13 выходов в открытый космос за карьеру. |
| 160. | Мир ЭО-24 ВКД-5 (из модуля «Квант-2»)         | Анатолий Соловьёв Орлан-М № 5 Павел Виноградов Орлан-М № 4                         | 6 ноября 1997 00:12    | 6 ноября 1997 06:24    | 6 ч 12 мин             | Перенос с помощью грузовых стрел ГСт-4 и ГСт-2 со стыковочного отсека станции «Мир» и установка на модуле «Квант» новой многоразовой солнечной батареи МСБ-4, подключение и раскрытие панели МСБ-4, замена временной заглушки на насадку с рассекателем на вакуумном клапане системы очистки атмосферы «Воздух» на Базовом блоке. Из-за негерметичности шлюзового специального отсека модуля «Квант-2» шлюзование осуществлялось в приборно-научном отсеке. Анатолий Соловьев стал первым космонавтом, выполнившим 14 выходов в открытый космос за карьеру. |
| 161. | STS-87 ВКД-1 (из «Колумбии»)                  | Уинстон Скотт EMU № 3017 Такао Дои EMU № 3003                                      | 25 ноября 1997 00:02   | 25 ноября 1997 07:45   | 7 ч 43 мин             | Ручной захват неработоспособного спутника-платформы Spartan 201, выход по программе EDFT-6 (испытания грузового крана OTD с большим сменным блоком и инструментов для МКС). Первый выход гражданина Японии в открытый космос. |
| 162. | STS-87 ВКД-2 (из «Колумбии»)                  | Уинстон Скотт EMU № 3017 Такао Дои EMU № 3003                                      | 3 декабря 1997 09:09   | 3 декабря 1997 14:08   | 4 ч 59 мин             | Выход по программе EDFT-6 (испытания грузового крана OTD с маленьким сменным блоком и инструментов для МКС), запуск и возвращение дистанционно управляемого спутника-инспектора Sprint |
|      |                                               |                                                                                    |                        |                        |                        | |
| 163. | Мир ЭО-24 ВКД-6 (из модуля «Квант-2»)         | Анатолий Соловьёв Орлан-М № 5 Павел Виноградов Орлан-М № 4                         | 8 января 1998 23:08    | 9 января 1998 02:14    | 3 ч 6 мин              | Осмотр и видеосъемка состояния основных замков крышки, крышки, узлов подвески крышки и шпангоута выходного люка шлюзового специального отсека модуля «Квант-2» станции «Мир». Демонтаж монитора оптических характеристик OPM со стыковочного отсека. Из-за негерметичности ШСО шлюзование осуществлялось в приборно-научном отсеке. Анатолий Соловьев стал первым космонавтом, выполнившим 15 выходов в открытый космос за карьеру. |
| 164. | Мир ЭО-24 ВКД-7 (из модуля «Квант-2»)         | Анатолий Соловьёв Орлан-М № 5 Дэвид Вулф Орлан-М № 4                               | 14 января 1998 21:12   | 15 января 1998 01:04   | 3 ч 52 мин             | Осмотр выходного люка шлюзового специального отсека модуля «Квант-2» станции «Мир», оценка состояния поверхности радиатора модуля «Квант-2» с помощью спектрорефлектометра SPSR. Из-за негерметичности шлюзового специального отсека модуля «Квант-2» шлюзование осуществлялось в приборно-научном отсеке. Анатолий Соловьев стал первым космонавтом, выполнившим 16 выходов в открытый космос за карьеру. Общее время ВКД - 78 ч 48 мин. |
| 165. | Мир ЭО-25 ВКД-1 (из модуля «Квант-2»)         | Талгат Мусабаев Орлан-М № 5 Николай Бударин Орлан-М № 6                            | 1 апреля 1998 13:35    | 1 апреля 1998 20:15    | 6 ч 40 мин             | Установка поручней и первого рабочего места возле поврежденной основной солнечной батареи ОСБ-2 модуля «Спектр» станции «Мир» |
| 166. | Мир ЭО-25 ВКД-2 (из модуля «Квант-2»)         | Талгат Мусабаев Орлан-М № 5 Николай Бударин Орлан-М № 6                            | 6 апреля 1998 11:27    | 6 апреля 1998 15:50    | 4 ч 23 мин             | Установка второго рабочего места возле поврежденной основной солнечной батареи ОСБ-2 модуля «Спектр» станции «Мир», фиксация лонжерона панели ОСБ-2 с помощью балки |
| 167. | Мир ЭО-25 ВКД-3 (из модуля «Квант-2»)         | Талгат Мусабаев Орлан-М № 5 Николай Бударин Орлан-М № 6                            | 11 апреля 1998 09:55   | 11 апреля 1998 16:20   | 6 ч 25 мин             | Демонтаж с фермы «Софора» станции «Мир» и выбрасывание выносной двигательной установки ВДУ-1, замена переходного стыковочного устройства на вершине «Софоры», подтягивание винтов крепления основания фермы «Софора» к модулю «Квант» |
| 168. | Мир ЭО-25 ВКД-4 (из модуля «Квант-2»)         | Талгат Мусабаев Орлан-М № 4 Николай Бударин Орлан-М № 6                            | 17 апреля 1998 07:40   | 17 апреля 1998 14:13   | 6 ч 33 мин             | Обеспечение выдвижения выносной двигательной установки ВДУ-2 из грузового корабля «Прогресс М-38» и её наклонение на 35,5° для присоединения к ферме «Софора», установка опоры для фиксации «Софоры», складывание фермы «Стромбус» и демонтаж фермы «Рапана» на модуле «Квант» станции «Мир» |
| 169. | Мир ЭО-25 ВКД-5 (из модуля «Квант-2»)         | Талгат Мусабаев Орлан-М № 4 Николай Бударин Орлан-М № 6                            | 22 апреля 1998 05:34   | 22 апреля 1998 11:55   | 6 ч 21 мин             | Складывание фермы «Софора» на станции «Мир» в районе шарнирного звена, установка и подключение выносной двигательной установки ВДУ-2 на вершине «Софоры», поднятие фермы «Софора» в рабочее положение, подтягивание винтов крепления основания «Софоры» к модулю «Квант», монтаж контейнера «Керамика-2» с образцами материалов на модуле «Квант-2» |
| 170. | Мир ЭО-26 ВКД-1 (из ПхО Базового блока)       | Геннадий Падалка (внутри) Орлан-М № 4 Сергей Авдеев (внутри) Орлан-М № 6           | 15 сентября 1998 20:00 | 15 сентября 1998 20:30 | 30 мин                 | Вход в разгерметизированный модуль «Спектр» станции «Мир» для подключения к гермоплате расстыковавшихся разъемов управляющих кабелей от основной солнечной батареи ОСБ-4 и дополнительной солнечной батареи ДСБ-2 |
| 171. | Мир ЭО-26 ВКД-2 (из модуля «Квант-2»)         | Геннадий Падалка Орлан-М № 4 Сергей Авдеев Орлан-М № 5                             | 10 ноября 1998 19:24   | 11 ноября 1998 01:18   | 5 ч 54 мин             | Ручной запуск макета Первого искусственного спутника Земли («Спутник-41», масштаб 1:3). Установка и снятие планшета «Двикон» на Базовом блоке станции «Мир». Монтаж экспериментальной тонкопленочной солнечной батареи на стыковочном отсеке. Демонтаж аппаратуры «Данко», контейнера «Керамика-2», съемных кассет-контейнеров «Солярис» и СКК-6, панелей системы микрометеоритного контроля и «Компласт» и установка прибора Komet для регистрации микрометеоритов, прибора Spica, кассеты Migmas и рамки «Экран-Д» на модуле «Квант-2» |
| 172. | STS-88 / МКС ВКД-1 (из «Индевора»)            | Джерри Росс EMU № 3015 Джеймс Ньюман EMU № 3013                                    | 7 декабря 1998 22:10   | 8 декабря 1998 05:31   | 7 ч 21 мин             | Первый выход по программе МКС. Прокладка и стыковка электрических кабелей и кабелей данных между гермоадаптером PMA-1 и модулем «Заря» на МКС, PMA-1 и модулем «Юнити», «Юнити» и гермоадаптером PMA-2 |
| 173. | STS-88 / МКС ВКД-2 (из «Индевора»)            | Джерри Росс EMU № 3015 Джеймс Ньюман EMU № 3013                                    | 9 декабря 1998 20:33   | 10 декабря 1998 03:35  | 7 ч 2 мин              | Установка и подключение двух временных антенн связи S-диапазона на модуле «Юнити» на МКС, снятие стартовых креплений лепестков механизмов пристыковки CBM на левом и зенитном узлах модуля «Юнити», ручное раскрытие антенны системы ТОРУ на модуля «Заря» |
| 174. | STS-88 / МКС ВКД-3 (из «Индевора»)            | Джерри Росс EMU № 3015 Джеймс Ньюман EMU № 3013                                    | 12 декабря 1998 20:33  | 13 декабря 1998 03:32  | 6 ч 59 мин             | Ручное раскрытие второй антенны системы ТОРУ, монтаж поручня и переустановка панели «Компласт» на модуле «Заря» на МКС, испытания установки аварийного перемещения SAFER |
|      |                                               |                                                                                    |                        |                        |                        | |
| 175. | Мир ЭО-27 ВКД-1 (из модуля «Квант-2»)         | Виктор Афанасьев Орлан-М № 5 Жан-Пьер Эньере Орлан-М № 4                           | 16 апреля 1999 04:37   | 16 апреля 1999 10:56   | 6 ч 19 мин             | Ручной запуск макета Первого искусственного спутника Земли («Спутник-99», масштаб 1:3). Эксперимент «Герметизатор» провести не удалось из-за не выдавливания герметизирующей смеси. Демонтаж прибора Komet, переустановка кассеты Migmas и монтаж блока «Экзобиология» для исследования взаимодействия метеоритного вещества с молекулами биополимеров на модуле «Квант-2» станции «Мир». Снятие аппаратуры «Индикатор» с фермы «Софора» |
| 176. | STS-96 / МКС (из «Дискавери»)                 | Тамара Джерниган EMU № 3006 Даниэль Барри EMU № 3011                               | 30 мая 1999 02:56      | 30 мая 1999 10:51      | 7 ч 55 мин             | Установка грузового крана OTD на гермоадаптере PMA-1 на МКС, монтаж поста оператора грузовой стрелы ГСтМ-2 на гермоадаптере PMA-2 |
| 177. | Мир ЭО-27 ВКД-2 (из модуля «Квант-2»)         | Виктор Афанасьев Орлан-М № 6 Сергей Авдеев Орлан-М № 4                             | 23 июля 1999 11:06     | 23 июля 1999 17:13     | 6 ч 7 мин              | Установка и раскрытие (примерно на 85 %) антенны рефлекторного типа на ферме «Софора» станции «Мир» в рамках эксперимента «Рефлектор», снятие блока «Экзобиология» с модуля «Квант-2» и планшета «Двикон» с Базового блока |
| 178. | Мир ЭО-27 ВКД-3 (из модуля «Квант-2»)         | Виктор Афанасьев Орлан-М № 6 Сергей Авдеев Орлан-М № 4                             | 28 июля 1999 09:37     | 28 июля 1999 14:59     | 5 ч 22 мин             | Монтаж аппаратуры «Индикатор» на модуле «Квант» станции «Мир», дораскрытие антенны рефлекторного типа на ферме «Софора» в рамках эксперимента «Рефлектор» и её отбрасывание, замена аппаратуры «Данко-М» на аппаратуру «Спрут-6» и снятие рамки «Экран-Д» и кассеты Migmas на модуле «Квант-2» |
| 179. | STS-103 ВКД-1 (из «Дискавери»)                | Стивен Смит EMU № 3015 Джон Грансфелд EMU № 3017                                   | 22 декабря 1999 18:54  | 23 декабря 1999 03:09  | 8 ч 15 мин             | Замена на Космическом телескопе имени Хаббла HST трех блоков гироскопов RSU, открытие клапанов охлаждающей жидкости на камере-спектрометре NICMOS, установка шести защитных устройств VIK на аккумуляторные батареи |
| 180. | STS-103 ВКД-2 (из «Дискавери»)                | Майкл Фоул EMU № 3003 Клод Николлье EMU № 3008                                     | 23 декабря 1999 19:06  | 24 декабря 1999 03:16  | 8 ч 10 мин             | Замена на Космическом телескопе имени Хаббла HST датчика точного гидирования FGS-2, БЦВМ DF-224 на новую с процессором Intel 80486. Первый выход гражданина Швейцарии в открытый космос. |
| 181. | STS-103 ВКД-3 (из «Дискавери»)                | Стивен Смит EMU № 3015 Джон Грансфелд EMU № 3003                                   | 24 декабря 1999 19:17  | 25 декабря 1999 03:25  | 8 ч 8 мин              | Замена на Космическом телескопе имени Хаббла HST передатчика S-диапазона SSAT-2 и ленточного записывающего устройства ESTR-3 на твердотельное SSR-3, установка теплозащитных матов NOBL на отсеки 9 и 10 |
|      |                                               |                                                                                    |                        |                        |                        | |
| 182. | Мир ЭО-28 (из модуля «Квант-2»)               | Сергей Залётин Орлан-М № 4 Александр Калери Орлан-М № 6                            | 12 мая 2000 10:44      | 12 мая 2000 15:47      | 5 ч 3 мин              | Проведение эксперимента «Герметизатор» на станции «Мир», осмотр сгоревших кабелей, идущих от российско-американской солнечной батареи MCSA на модуле «Квант», и расстыковка их разъемов, снятие экспериментальной тонкопленочной солнечной батареи со стыковочного отсека. Последний выход в открытый космос из станции «Мир». |
| 183. | STS-101 / МКС (из «Атлантиса»)                | Джеффри Уилльямс EMU № 3013 Джеймс Восс EMU № 3017                                 | 22 мая 2000 01:48      | 22 мая 2000 08:32      | 6 ч 44 мин             | Замена левой временной антенны связи S-диапазона и монтаж восьми поручней на модуле «Юнити» на МКС, сборка поста оператора, балки и мобильного звена грузовой стрелы ГСтМ-2 на гермоадаптере PMA-2 и её перенос на гермоадаптер PMA-1, переустановка грузового крана OTD на гермоадаптере PMA-1 |
| 184. | STS-106 / МКС (из «Атлантиса»)                | Эдвард Лу EMU № 3013 Юрий Маленченко EMU № 3017                                    | 11 сентября 2000 04:47 | 11 сентября 2000 11:01 | 6 ч 14 мин             | Прокладка и подключение электрических и телевизионных кабелей, кабелей управления и передачи данных и кабеля телеметрической системы «Транзит-Б» между модулями «Заря» и «Звезда» на МКС, монтаж штанги с магнитометром СМ-8М, ручное раскрытие стыковочной мишени на модуле "Звезда, фотографирование недораскрывшейся секции панели солнечной батареи СБ-2 на модуле «Звезда» |
| 185. | STS-92 / МКС ВКД-1 (из «Дискавери»)           | Лерой Чиао EMU № 3006 Уилльям МакАртур EMU № 3005                                  | 15 октября 2000 14:27  | 15 октября 2000 20:55  | 6 ч 28 мин             | Прокладка и подключение электрических и информационных кабелей между модулем «Юнити» и секцией Z1 на МКС. Перестановка антенны связи S-диапазона SASA, установка укладки с инструментом ETSD-1 и сборка и раскрытие антенны Ku-диапазона на секции Z1 |
| 186. | STS-92 / МКС ВКД-2 (из «Дискавери»)           | Джеффри Уайсофф EMU № 3005 Майкл Лопес-Алегриа EMU № 3009                          | 16 октября 2000 14:15  | 16 октября 2000 21:22  | 7 ч 7 мин              | Прокладка и подключение электрических и информационных кабелей между модулем «Юнити» и гермоадаптером PMA-3 на МКС, установка двух комплектов электрических прерывателей CID на секции Z1 |
| 187. | STS-92 / МКС ВКД-3 (из «Дискавери»)           | Лерой Чиао EMU № 3006 Уилльям МакАртур EMU № 3005                                  | 17 октября 2000 14:30  | 17 октября 2000 21:18  | 6 ч 48 мин             | Установка двух преобразователей постоянного тока DDCU и укладки с инструментом ETSD-2 на секции Z1 на МКС |
| 188. | STS-92 / МКС ВКД-4 (из «Дискавери»)           | Джеффри Уайсофф EMU № 3005 Майкл Лопес-Алегриа EMU № 3009                          | 18 октября 2000 15:00  | 18 октября 2000 21:56  | 6 ч 56 мин             | Перестановка узла захвата FRGF и развертывание короба для электрокабелей и аммиачных магистралей на секции Z1 на МКС, испытания установки аварийного перемещения SAFER |
| 189. | STS-97 / МКС ВКД-1 (из «Индевора»)            | Джозеф Таннер EMU № 3011 Карлос Норьега EMU № 3013                                 | 3 декабря 2000 18:35   | 4 декабря 2000 02:08   | 7 ч 33 мин             | Обеспечение механического присоединения секции P6 к секции Z1 на МКС, подключение кабелей питания и управления между секциями Z1 и P6, подготовка к раскрытию солнечных батарей и переднего радиатора на секции P6 |
| 190. | STS-97 / МКС ВКД-2 (из «Индевора»)            | Джозеф Таннер EMU № 3011 Карлос Норьега EMU № 3013                                 | 5 декабря 2000 17:21   | 5 декабря 2000 23:58   | 6 ч 37 мин             | Стыковка аммиачных магистралей между секциями Z1 и P6 на МКС, снятие теплозащитных чехлов с сигнального процессора и преобразователя постоянного тока DDCU и подготовка к раскрытию заднего радиатора на секции P6, перенос антенны связи S-диапазона SASA с секции Z1 на P6, расстыковка кабелей между гермоадаптером PMA-2 и модулем «Юнити» |
| 191. | STS-97 / МКС ВКД-3 (из «Индевора»)            | Джозеф Таннер EMU № 3011 Карлос Норьега EMU № 3013                                 | 7 декабря 2000 16:13   | 7 декабря 2000 21:23   | 5 ч 10 мин             | Устранение слабины натягивающих тросов раскрытой панели солнечной батареи 2B, подготовка к раскрытию правого радиатора и установка датчика измерения плавающего потенциала FPP на секции P6 на МКС |
|      |                                               |                                                                                    |                        |                        |                        | |
| 192. | STS-98 / МКС ВКД-1 (из «Атлантиса»)           | Томас Джоунз EMU № 3005 Роберт Кербим EMU № 3009                                   | 10 февраля 2001 15:50  | 10 февраля 2001 23:24  | 7 ч 34 мин             | Обеспечение механического присоединения гермоадаптера PMA-2 к узлу MBM секции Z1 на МКС, подготовка модуля «Дестини» к пристыковке к станции (расстыковка кабелей электропитания временных нагревателей и снятие теплозащитной крышки с заднего стыковочного узла), подготовка к раскрытию правого радиатора на секции P6, подключение аммиачных магистралей и кабелей электропитания и передачи данных между секцией Z1 и модулем «Дестини». Прогревание на Солнце и обработка щеткой скафандра Кёрбима для удаления частичек аммиака, вытекшего при подсоединении гидроразъема M3 |
| 193. | STS-98 / МКС ВКД-2 (из «Атлантиса»)           | Томас Джоунз EMU № 3005 Роберт Кербим EMU № 3009                                   | 12 февраля 2001 15:59  | 12 февраля 2001 22:49  | 6 ч 50 мин             | Обеспечение механического отсоединения гермоадаптера PMA-2 от узла MBM секции Z1 на МКС, снятие теплозащитной крышки с переднего стыковочного узла модуля «Дестини», установка узла захвата PDGF для манипулятора SSRMS, защитной крышки иллюминатора и безмоментного клапана на модуле «Дестини», подключение кабелей электропитания и передачи данных между гермоадаптером PMA-2 и модулем «Дестини» |
| 194. | STS-98 / МКС ВКД-3 (из «Атлантиса»)           | Томас Джоунз EMU № 3005 Роберт Кербим EMU № 3009                                   | 14 февраля 2001 14:48  | 14 февраля 2001 20:13  | 5 ч 25 мин             | Установка запасной антенны S-диапазона на секции Z1 на МКС, окончание подготовки к раскрытию правого радиатора на секции P6, эксперимент DTO-675 (отработка спасения пострадавшего астронавта) |
| 195. | STS-102 / МКС ВКД-1 (из «Дискавери»)          | Джеймс Восс EMU № 3010 Сьюзен Хелмс EMU № 3003                                     | 11 марта 2001 05:12    | 11 марта 2001 14:08    | 8 ч 56 мин             | Расстыковка кабелей электропитания и передачи данных между модулем «Юнити» и гермоадаптером PMA-3 на МКС, демонтаж левой временной антенны связи S-диапазона с модуля «Юнити», установка опоры LCA и короба с кабелями на модуле «Дестини». Самый длительный выход (астронавты находились в шлюзовой камере шаттла «Дискавери» более 2.5 часа для подстраховки пристыковки гермоадаптера PMA-3 к левому узлу CBM модуля «Юнити») |
| 196. | STS-102 / МКС ВКД-2 (из «Дискавери»)          | Эндрю Томас EMU № 3005 Пол Ричардс EMU № 3010                                      | 13 марта 2001 05:23    | 13 марта 2001 11:44    | 6 ч 21 мин             | Установка внешней платформы ESP-1 на модуле «Дестини» на МКС, монтаж блока управления расходом аммиака PFCS на платформе ESP-1. Сотый выход в американских скафандрах |
| 197. | STS-100 / МКС ВКД-1 (из «Индевора»)           | Кристофер Хэдфилд EMU № 3011 Скотт Паразински EMU № 3015                           | 22 апреля 2001 11:45   | 22 апреля 2001 18:55   | 7 ч 10 мин             | Подстыковка четырех временных кабелей электропитания и передачи данных к платформе SLP и установка антенны связи UHF-диапазона на модуле «Дестини» на МКС, подготовка манипулятора SSRMS: снятие теплозащитных чехлов, откручивание болтов, подъем и развертывание сложенных плеч. Первый выход в открытый космос гражданина Канады. |
| 198. | STS-100 / МКС ВКД-2 (из «Индевора»)           | Кристофер Хэдфилд EMU № 3011 Скотт Паразински EMU № 3015                           | 24 апреля 2001 12:34   | 24 апреля 2001 20:14   | 7 ч 40 мин             | Подключение кабелей электропитания и передачи данных к узлу захвата PDGF для манипулятора SSRMS на модуле «Дестини» на МКС, демонтаж правой временной антенны связи S-диапазона с модуля «Юнити», установка блока коммутации постоянного тока DCSU на платформе ESP-1, отстыковка четырех временных кабелей электропитания и передачи данных от платформы SLP |
| 199. | МКС Экспедиция МКС-2 (из ПхО модуля «Звезда») | Юрий Усачёв (по пояс) Орлан-М № 23 Джеймс Восс (по пояс) Орлан-М № 12              | 8 июня 2001 14:21      | 8 июня 2001 14:40      | 19 мин                 | Установка конусной крышки на переходном отсеке модуля «Звезда» на узле по оси -Y для обеспечения стыковки грузового корабля-модуля «Прогресс М-СО1» к МКС |
| 200. | STS-104 / МКС ВКД-1 (из «Атлантиса»)          | Майкл Гернхардт EMU № 3013 Джеймс Райли EMU № 3017                                 | 15 июля 2001 03:10     | 15 июля 2001 09:09     | 5 ч 59 мин             | Подготовка модуля «Квест» к пристыковке к МКС (расстыковка временных кабелей электропитания нагревателей, снятие теплозащитной крышки со стыковочного узла, установка креплений для баков высокого давления) |